# Fred Fiedler
Fred Edward Fiedler (Bécs, 1922. július 13. – Washington (állam), 2017. június 8.) a 20. század egyik vezető tudósa az ipari és szervezeti pszichológia területén, aki nagyban hozzájárult ahhoz, hogy a kutatási munkák a vezetők egyéni jellemvonásai és szokásai vizsgálatáról a vezetői stílusra és viselkedésre tért át. 1967-ben kiadott könyvében mutatta be a vezetés esetlegességi modelljét, amit azóta a híressé vált „Fiedler-féle kontingenciamodell” néven ismernek.

## Életrajza pontokban
- 1938-ban az Egyesült Államokba vándorolt és az Indiana állambeli South Bend városban telepedett le.
- 1940-ben fejezte be középiskolai tanulmányait, és Indianában, majd Kaliforniában dolgozott mielőtt visszatért volna Indianába és később a Michigan Elektromos Vállalatnál helyezkedett el.
- 1942 nyarán Fiedler mérnöki tanulmányokba kezdett a Kalamazoo-ban, a Wester Michigan University-n, de otthagyta a Chicagói Egyetem kedvéért.
- 1942-45 között az Egyesült Államok hadseregében szolgált, ahol képzéssel, fordítással, telefon-kommunikációval és biztonsággal foglalkozott.
- 1946. április 14-én elvette Judith M. Joseph-et akivel azóta is közös kutatómunkákat végez; négy gyermekük született.
- Apja munkássága nyomán a pszichológia korán felkeltette érdeklődését és leszerelése után 1945 novemberében visszavették a University of Chicagó-ra, ahol pszichológiát tanult 1946 januárjától kezdve.
- Tanulmányait olyan híres tanárok alatt végezte mint Lee Cronbach és Donald Campbell, L. L. Thurstone és Thelma G. Thurstone, Donald Fiske, Carl Rogers és William Foote Whyte.
- Hétévnyi tanulás munkáját nem egészen két év alatt elvégezte és posztgraduális diplomáját ipari és szervezeti pszichológia területén 1947-ben kapta meg, majd két évvel később klinikai pszichológiából doktorált 1949-ben.
- Posztgraduális diplomájának címe A vizsga-idegesség enyhítését szolgáló megelőző pszichoterápia hathatósága volt (1947)
- Disszertációját a Az irányítatlan és Adleriánus iskolák pszichoanalitikájának szakértői és laikusai által felfedezett gyógyászati kapcsolatok összehasonlító elemzése témában írta (1949)
- Még egyetemi tanulmányai során, 1947-ben kezdett el gyakornokként dolgozni a katonai Veterán Hivatalban, ahol nemsokára kutatósegéd és később maga is kutató lett. 1948 nyarán a Harcászati Csapat Kutatási Intézetben lett a University of Illinois Oktatási Karán végzett tengerészeti kutatómunka igazgatóhelyettese. E munka során Donald Fiske és Lee Cronbach tanárokkal való együttműködése gyújtotta fel élethosszig tartó érdeklődését a vezetéstudomány iránt.
- 1950-től 1969-ig Fiedler a University of Illinois-on tanított és ott alapította meg és irányította az azóta híressé vált Csoport-Hatékonysági Kutató Intézetet (GERL) később a társadalmi, személyi és ipari pszichológia főosztályok vezetésére jelölték ki. Felesége ugyanakkor társadalomkutatóként dolgozott az egyetem Felméréskutatási Központjában.
- 1969 után Fiedler a University of Washington-ban tanított, létrehozott egy Szervezeti Kutatócsoportot és irányította az egyetem Csoport-Hatékonysági Kutató Intézetét. Felesége az egyetem Oktatási Felmérőközpontjának helyettes igazgatója lett, míg 1993-ban mindketten nyugalomba vonultak.

## Fiedler munkássága
Az 1940-es évek végére a vezetéstudományi kutatások a vezetők szokásainak és személyi tulajdonságainak kutatásáról a vezetési stílusok és magatartások vizsgálatára tértek át. Az 1960-as évek végétől az 1980-as évekig a vezetéstudomány érdeklődése a vezetés esetlegességi modelljei felé fordult. Az egyik legkorábbi és legismertebb munka Fiedler kontingencia modellje volt. Az 1967-ben kiadott A vezetéshatékonyság egy elmélete című munkája azonnal nagy figyelmet vont magára, mert ez volt az első vezetéselmélet, mely gyakorlati mérésmódot ajánlott a vezető személyisége és a helyzeti ellenőrzés közötti kölcsönhatásokra, mely mérésmód lehetőséget adott a vezetésteljesítés előre való megbecsülésére.
Mára, Fiedler írás-, előadási és tanácsadó-szolgálati munkásságán keresztül világszerte ismertté vált. Életpályája során Fiedler sok kutatópénzt és szerződést kapott több kormányzati szervektől és magán alapítványoktól. Kutatási ösztöndíjjal 1957 és 1958-ban az amszterdami egyetemen, majd 1963 és 1964-ben Belgium-ban, a Leuveni Katolikus Egyetemen, később 1986 és 1987-ben az oxfordi Templeton Főiskolában dolgozott. Tanácsadó szolgálatait számos szövetségi- és helyi kormányszervek, valamint magánvállalatok vették igénybe az Egyesült Államokban éppen úgy, mint a világ különböző részein.
Fiedler munkássága több mint fél évszázadot ível át. Még nyugalmában is folytatja a vezetéstudományi és kapcsolatos kutatómunkák ihletését és támogatását. A vezetéstudomány esetlegességi elméletét korai életszakaszában dolgozta ki, és azóta éveket töltött feltevéseinek ellenőrzésével és modellje finomításával. Élete során mindig kész volt kritikusaival tudományos vitákat folytatni és további kutatásokat végezve alternatív magyarázatokat dolgozott ki a terület egyre növekvő ismeretanyagára alapozva.

## Elismerések és együttműködések
- 1971-ben az Amerikai Pszichológia Társaság elismerte Fiedler tanácsadási kutatásban végzett munkásságát, majd 1979-ben a katonai pszichológia területén végzett munkáit.
- 1978-ban vezetéstudományhoz való kiváló hozzájárulásért megkapta a Stogdill Awardot
- 1993-ban az Amerikai Vezetés Akadémia Fiedlert a Vezetés Kitűnő Oktatója címmel tisztelte meg
- 1996-ban az Ipari és Szervezeti Pszichológia Társaság kiváló tudományos munkásságát ismerte el
- 1999-ben az Amerikai Pszichológia Társaság Fiedlert a James McKeen Cattell Díjjal tüntette ki
- Fiedler az Alkalmazott Pszichológia Nemzetközi Szövetségének élethossziglani tagja és a Szervezeti Pszichológia Főosztály volt elnöke
- Fiedler az Amerikai Pszichológia Társaság tagja
- A Kísérleti Társadalompszichológia Társaság tagja
- A Középnyugati Pszichológia Szövetség tagja
- Több mint 200 tudományos cikket és számos könyvet írt. Írásait gyakran idézik a világ legismertebb pszichológiai, vezetés- és irányításelméleti folyóirataiban